# 수청초등학교 (경기)
수청초등학교는 대한민국 경기도 오산시에 있는 공립 초등학교이다.

## 학교 연혁
- 2005년 7월 25일 수청초등학교 설립 인가
- 2006년 5월 24일 24개 교실 및 부대시설 준공
- 2006년 5월 30일 초대 백승룡 교장 부임
- 2006년 6월 1일 개교(6학급 143명)
- 2007년 3월 12일 병설유치원 개원(2학급 38명)
- 2009년 2월 12일 다목적강당 개관
- 2009년 2월 12일 제2회 졸업식(30명)
- 2009년 3월 1일 제2대 김정한 교장 부임
- 2009년 9월 21일 초등 종일 돌봄교실 설치
- 2010년 9월 1일 제3대 장형용 교장 부임
- 2011년 3월 1일 12학급 편성(특수 1, 279명)
- 2011년 3월 1일 유치원 2학급(46명), 종일반(24명) 편성
- 2012년 3월 1일 초등학교 17학급(419명, 도움반 1학급 포함) 편성
- 2012년 3월 1일 병설유치원 2학급(36명), 종일반(22명) 1학급 편성
- 2012년 3월 1일 초등보육 저녁돌봄교실 2개반 운영
- 2013년 3월 1일 초등학교 19학급 편성(도움반 1학급 포항)
- 2013년 3월 1일 유치원 3학급 편성(종일반 1학급 포함)
- 2014년 3월 1일 제4대 이희주 교장 부임
- 2014년 3월 1일 초등학교 21학급(477명, 도움반 1학급 포함) 편성
- 2014년 3월 1일 병설유치원 3학급(40명), 방과후 과정반 2학급(40명) 편성
- 2014년 3월 1일 초등돌봄교실 3개반 운영
- 2015년 2월 13일 제8회 졸업식(70명 졸업)
- 2015년 3월 1일 초등학교 23학급(571명, 도움반 1학급 포함) 편성
- 2015년 3월 1일 병설유치원 3학급(53명), 방과후 과정반 2학급(40명) 편성
- 2015년 3월 1일 초등돌봄교실 3개반 운영